# Strażnica KOP „Karolin”

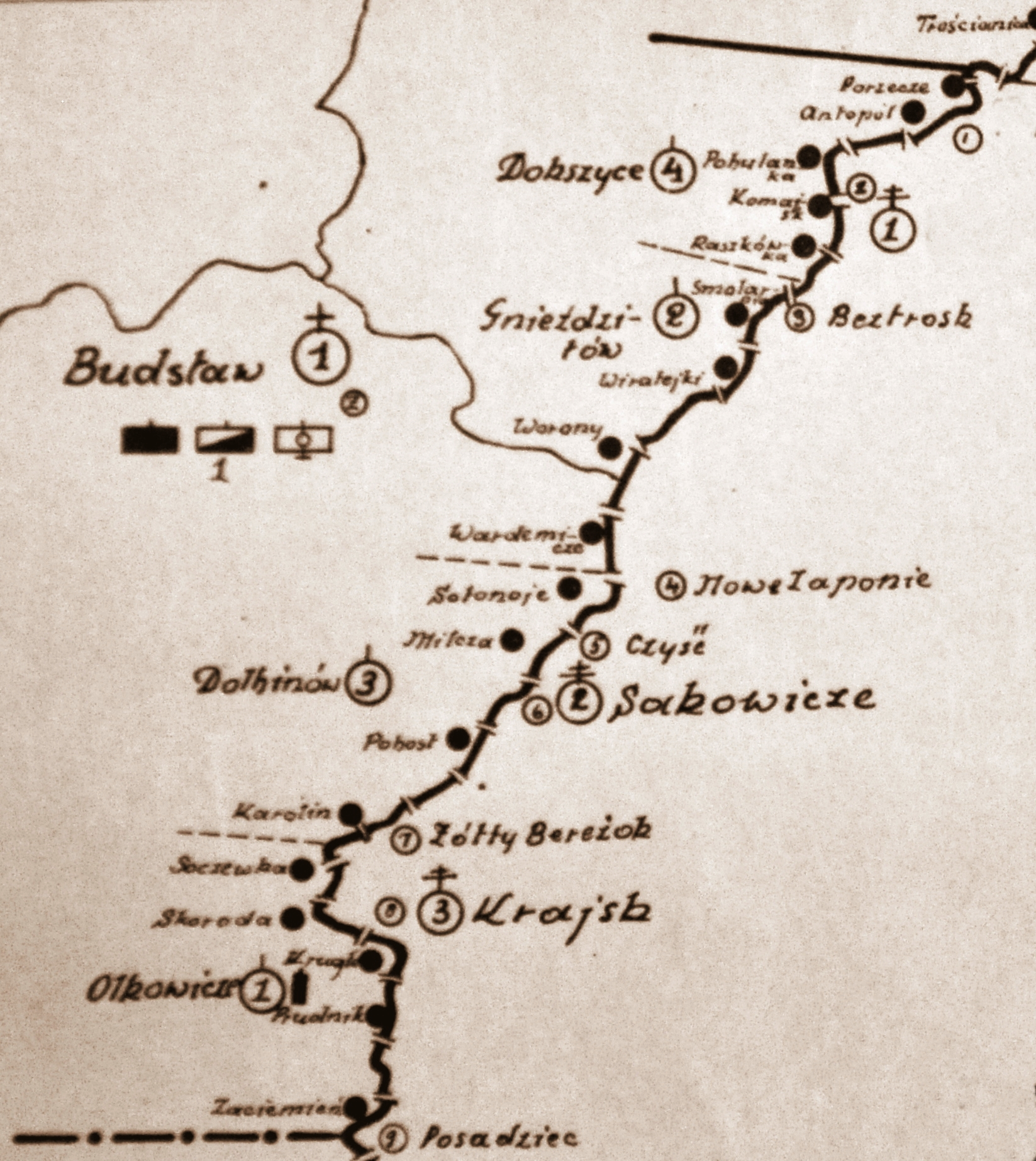
Rozmieszczenie batalionu KOP „Budsław” w 1931

Strażnica KOP „Karolin” – zasadnicza jednostka organizacyjna Korpusu Ochrony Pogranicza pełniąca służbę ochronną na granicy polsko-sowieckiej.

## Geneza
Do czasu zakończenia wojny polsko-bolszewickiej, czyli do jesieni 1920, wschodnią granicę państwa polskiego wyznaczała linia frontu. Dopiero zarządzeniem z 6 listopada 1920 utworzono Kordon Graniczny Ministerstwa Spraw Wojskowych. W połowie stycznia 1921 zmodyfikowano formę ochrony granicy i rozpoczęto organizowanie Kordonu Granicznego Naczelnego Dowództwa WP. Obsadzony on miał być przez żandarmerię polową i oddziały wojskowe. Latem 1921 ochronę granicy wschodniej postanowiło powierzyć Batalionom Celnym. W Dołhinowie rozmieszczono dowództwo i pododdziały sztabowe 44 batalionu celnego, a w Karolinie wystawiono  placówkę 2 kompanii celnej.
W drugiej połowie 1922 przeprowadzono kolejną reorganizację organów strzegących granicy wschodniej. 1 września 1922 bataliony celne przemianowano na bataliony Straży Granicznej. W rejonie odpowiedzialności przyszłej kompanii granicznej KOP „Dołhinów” służbę graniczną pełniły pododdziały 44 batalionu Straży Granicznej. W Karolinie nadal stacjonowała placówka celna 2 kompanii Straży Granicznej.
Już w następnym roku zlikwidowano Straż Graniczną, a z dniem 1 lipca 1923 pełnienie służby granicznej na wschodnich rubieżach powierzono Policji Państwowej. 
W sierpniu 1924 podjęto uchwałę o powołaniu Korpusu Ochrony Pogranicza – formacji zorganizowanej na wzór wojskowy, a będącej w etacie Ministerstwa Spraw Wewnętrznych.

## Formowanie i zmiany organizacyjne
W 1924 w składzie 3 Brygady Ochrony Pogranicza, został sformowany 1 batalion graniczny. W 1928 w skład batalionu wchodziło 18 strażnic. Strażnica KOP „Karolin” w latach 1928–1939 znajdowała się w strukturze 3 kompanii KOP „Dołhinów”  batalionu KOP „Budsław” z pułku KOP „Wilejka”. Strażnica liczyła około 18 żołnierzy i rozmieszczona była przy linii granicznej z zadaniem bezpośredniej ochrony granicy państwowej.
W 1932 obsada strażnicy zakwaterowana była w budynku prywatnym. Strażnicę z macierzystą kompanią łączył trakt długości 7,8 km.

## Służba graniczna
Podstawową jednostką taktyczną Korpusu Ochrony Pogranicza przeznaczoną do pełnienia służby ochronnej był batalion graniczny. Odcinek batalionu dzielił się na pododcinki kompanii, a te z kolei na pododcinki strażnic, które były „zasadniczymi jednostkami pełniącymi służbę ochronną”, w sile półplutonu. Służba ochronna pełniona była systemem zmiennym, polegającym na stałym patrolowaniu strefy nadgranicznej, wystawianiu posterunków alarmowych, obserwacyjnych i kontrolnych stałych, patrolowaniu i organizowaniu zasadzek w miejscach rozpoznanych jako niebezpieczne, kontrolowaniu dokumentów i zatrzymywaniu osób podejrzanych, a także utrzymywaniu ścisłej łączności między oddziałami i władzami administracyjnymi. Strażnice KOP stanowiły pierwszy rzut ugrupowania kordonowego Korpusu Ochrony Pogranicza.
Strażnica KOP „Karolin” w 1932 i 1938 ochraniała pododcinek granicy państwowej szerokości 8 kilometrów 500 metrów od słupa granicznego nr 406 do 419.
Wydarzenia
- W meldunku sytuacyjnym KOP za okres od 11 do 20 listopada 1928 odnotowano: Przybyła zza granicy banda rabunkowa dokonała napadu na obejście mieszkańca Kamień-Korduny Józefa Chmuły. Napastnicy podpalili dwie stodoły i dotkliwie pobili gospodarza. W tym samym czasie od strony sowieckiej ostrzelano strażnicę KOP. Prowadzący dochodzenie oficer wywiadowczy batalionu ustalił, że członkowie bandy to zbiegli na stronę sowiecka obywatele polscy (tutejsi) współpracujący z sowieckim wywiadem[20].

Sąsiednie strażnice
- strażnica KOP „Pohost” ⇔ strażnica KOP „Soczewki” – 1928[9], 1929[10], 1931[11] , 1932[12], 1934[13], 1938[14]